# 투운나 스타디움
투운나 스타디움(버마어: သုဝဏ္ဏ လူငယ် လေ့ကျင့်ရေး ကွင်)는 미얀마 양곤에 있는 다목적 경기장이다. 현재 주로 축구 경기장으로 이용되며, 미얀마 축구 국가대표팀와 양곤 유나이티드 FC의 홈 구장으로 사용된다. 수용 인원은 32,000명이다.

## 기록

### 2020년 하계 올림픽축구 여자 아시아 지역 1차 예선
| 날짜             | 팀 1       | 스코어 | 팀 2       | 라운드 |
| ---------------- | ---------- | ------ | ---------- | ------ |
| 2018년 11월 8일  | 인도       | 1 - 1  | 네팔       | C조    |
| 2018년 11월 8일  | 미얀마     | 5 - 0  | 방글라데시 | C조    |
| 2018년 11월 11일 | 방글라데시 | 1 - 7  | 인도       | C조    |
| 2018년 11월 11일 | 네팔       | 1 - 1  | 미얀마     | C조    |
| 2018년 11월 13일 | 네팔       | 1 - 1  | 방글라데시 | C조    |
| 2018년 11월 13일 | 미얀마     | 2 - 1  | 인도       | C조    |

## 사진

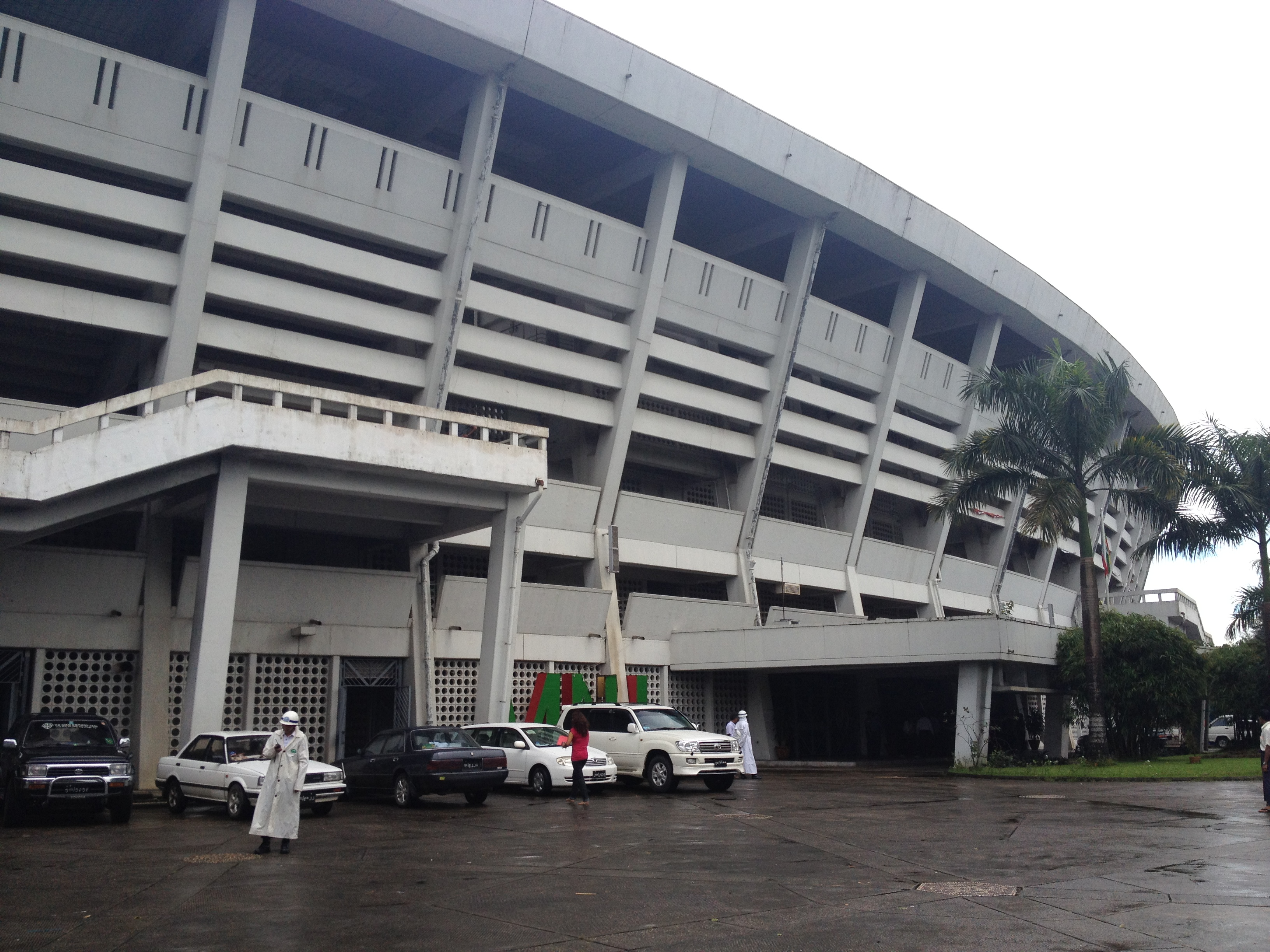
경기장 VIP 구역 입구
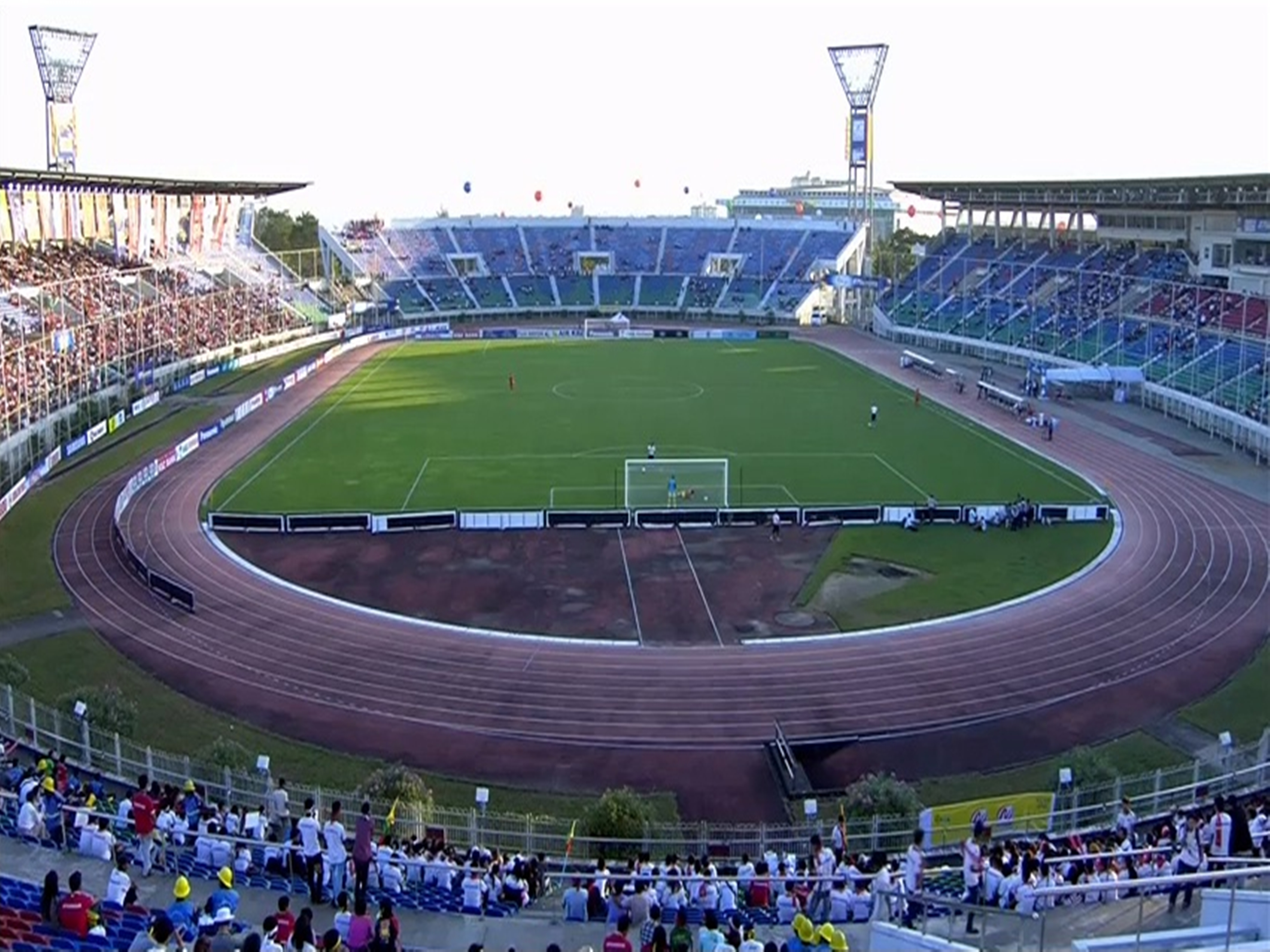
경기장 내부 모습